# Geréb István
Geréb István (Kolozsvár, 1918–1994. október) magyar nemzeti labdarúgó-játékvezető.

## Pályafutása
1939-ben a Kolozsvári AC csapatban jobbszélsőjeként futballozott. Az egyik mérkőzésen lábtörést szenvedett, mely véget vetett a játékos karriernek.
Az egyik játékvezetőt alaposan megbírált egy vitatott döntés miatt. Ha ilyen szakember vagy, próbálkozzál meg a bíráskodással - volt a válasz. Játékvezetésből 1942-ben Kolozsváron vizsgázott. Az MLSZ Játékvezető Tanácsának (JT) minősítésével 1949-től NB II-es, majd 1952-től NB I-es bíró. Küldési gyakorlat szerint rendszeres partbírói szolgálatot is végzett. Pályafutása alatt mintegy 700 különböző mérkőzésen szolgált játékvezetőként vagy partbíróként. A nemzeti játékvezetéstől 1963-ban visszavonult.
Aktív pályafutását befejezve, a Viharsarokban, Békéscsabán társadalmi munkásként tevékenykedett. Toborzott, nevelt, tanfolyamot vezetett, oktatott illetve a küldő bizottságban tevékenykedett. Később a megyei Játékvezető Bizottság (JB) főtitkára, majd elnöke. 1960-tól a Békés megyei Testnevelési és Sporttanács tagja. 1947-ben, az MLSZ JT-től 30. születésnapja alkalmából emlékplakettet kapott. 1948-ban, a Szakszervezetek Országos Tanácsa 50. éves jubileumán rendezett Csillag-staféta részvételén Apró Antal és Sebes Gusztáv aláírásával ellátott művészi kivitelű oklevelet kapott. 1964-ben, eredményes játékvezetői működéséért az MLSZ JB aranyjelvénnyel, majd 1978-ban aranysíppal jutalmazta. 1982. november 7-én, több évtizedes sportszolgálatáért a Magyar Népköztársaság Sport Érdemérem bronz fokozatával kitüntették.

## Külső hivatkozások
- Geréb István. hungaricana.h. (Hozzáférés: 2016. április 11.)
- Geréb István. hungaricana.h. (Hozzáférés: 2016. április 11.)